# Радохинья
Радохинья (алб. Maja e Radohimës) — гора в межах Проклетіє на півночі Албанії.
Радохинья підноситься між долинами річок Шала та Цієвна. Масив Радохинья має кілька інших вершин із горою Радохинья заввишки 2 568 метрів (8 425 фут) — найвища вершина масиву. На сході гора круто спадає на 1500 метрів у долину річки Шала. Інші вершини масиву Радохинья становлять Тат 2 543 метри (8 343 фут), Вісенс 2517 2 517 метрів (8 258 фут), Решкулліт 2 496 метрів (8 189 фут) та Куц — 2 496 метрів (8 189 фут) .
|  |  |  |